# MG13通用機槍
MG13是德國在1920年代末期開發，用以取代第一次世界大戰遺留下來的MG08/15機關槍的一款通用机枪

## 簡介

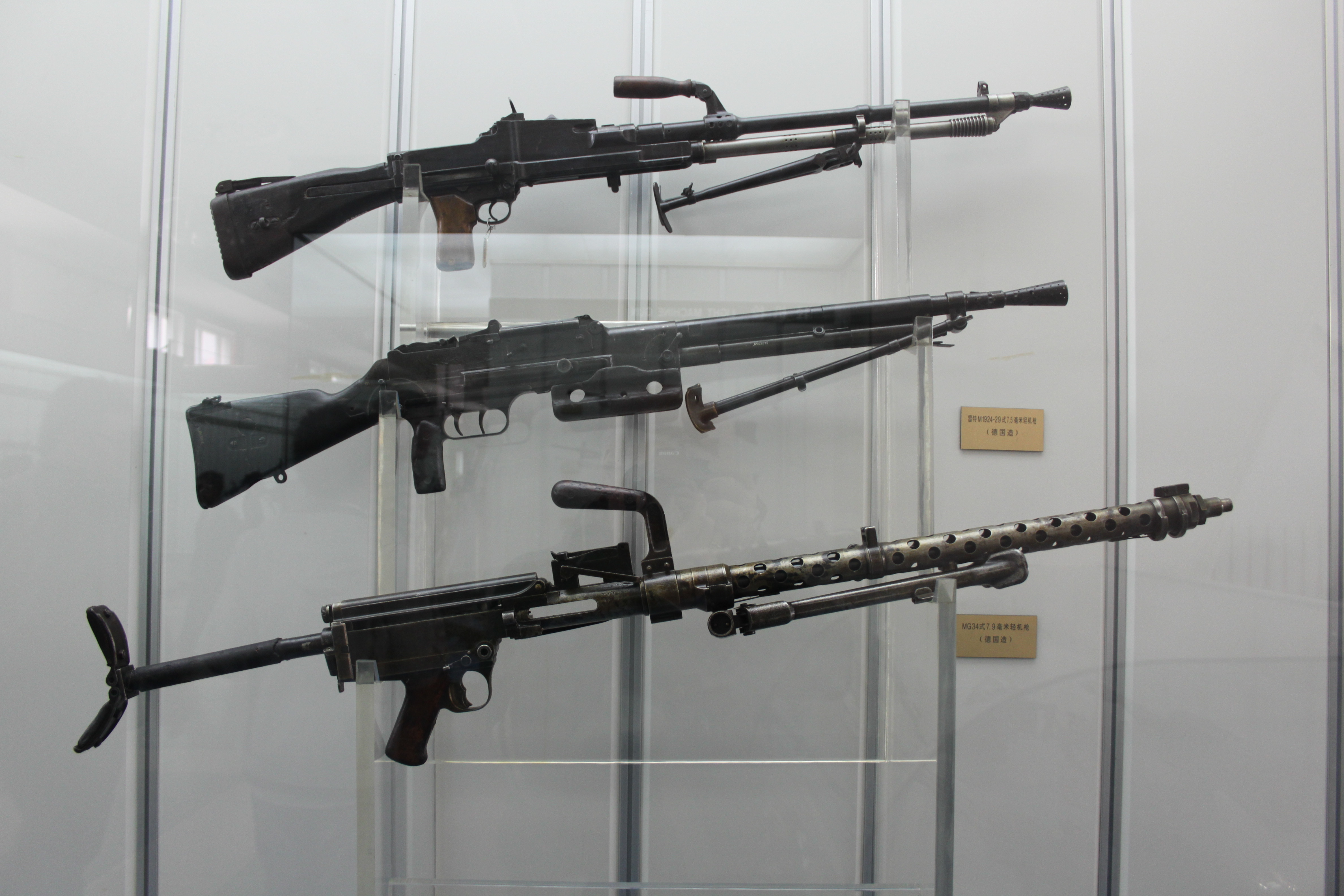
三種曾在抗戰時用於中國軍隊的機槍：ZB26（上）、FM-24/29（中）和MG13（下）

第一次世界大戰後，簽訂凡爾賽條約的威瑪德國在軍備配備上受到許多限制，武器也以一戰武器為主；由於庫存武器多半被收繳賠償，威瑪防衛軍配備的機槍並未達到凡爾賽條約上限。為此，威瑪德國計劃配備一款新式機槍取代MG08/15，為了充實基層火力，新型機槍擇定以氣冷式槍管設計降低全槍重量，以利步兵攜行。
囿於條約限制，德國國內廠商不能開發機槍，因此德國在引進新型輕兵器的途徑分成兩條路執行：瑞士蘇羅通（德國在一戰後在瑞士入資的協助廠商）利用萊茵金屬的設計團隊研製出MG30通用機槍，該槍最後成為德國二戰德軍MG34通用機槍的基礎；同時，萊茵金屬在德國則是將德萊賽（Dreyse）M1918機槍改造，將原先水冷式槍身替換為氣冷式槍身作為應變方案，原型槍在1928-1929年間測試。成品定名為「MG 13」，以一戰武器偽裝代號蒙蔽協約國審查。
MG13在1930年開始配發至威瑪國防軍內測試，1932年正式採用。不過「真正」的理想通用機槍在1935年「問世」，因此MG13在德軍內服役的時間並不長，步兵用標準型多半在1938年前後退出第一線由MG34替換，短槍管車載型MG 13K則持續在軍隊一線部隊中使用；退出一線的MG13機槍隨後軍援給佛朗哥政府在西班牙內戰中使用，葡萄牙則是以採購的方式買入一批使用到1960年代；中華民國在採購一號戰車與Sd.Kfz.221時，MG13曾以隨車武裝一同購入，並使用在抗日戰爭。

## 機械結構
MG13的槍管被包藏在佈滿小洞的風冷槍管套中，此套備有把手，不但方便快速更換槍管也便於持槍，25 發彈匣在左側橫置，此槍採用短衝程後座作用式，雙槓桿後閉鎖系統，開火時把子彈彈出的反作用力令槍管節套和槓桿一起後退，從而令開鎖斜面轉動開鎖，開鎖後槍管令加速凸輪轉動，加速凸輪又令槍機加速後退，從而退出彈殼，然後槍機又在復進簧的推動下前進，把下一發子彈上膛。

## 參考資料

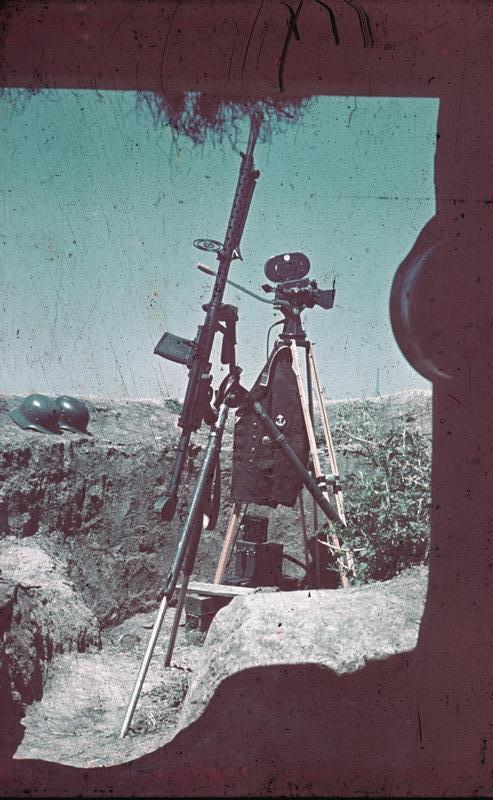
裝上三腳架的MG13防空機槍

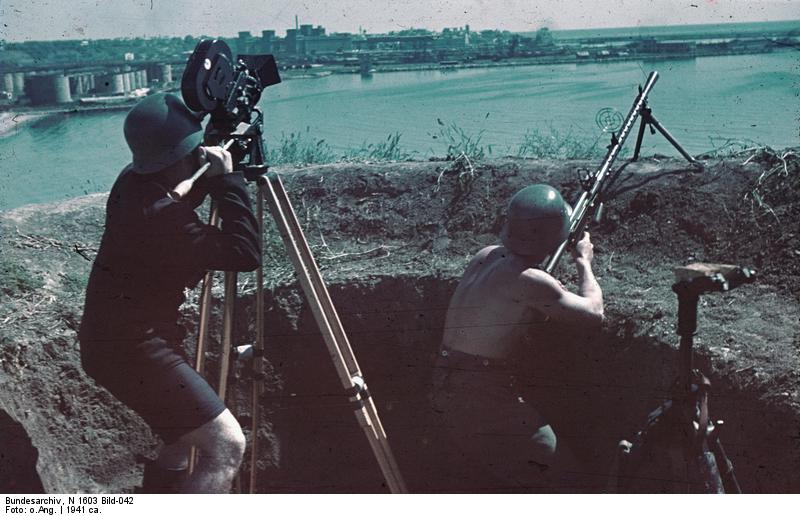
MG13曾是德軍主力通用機槍

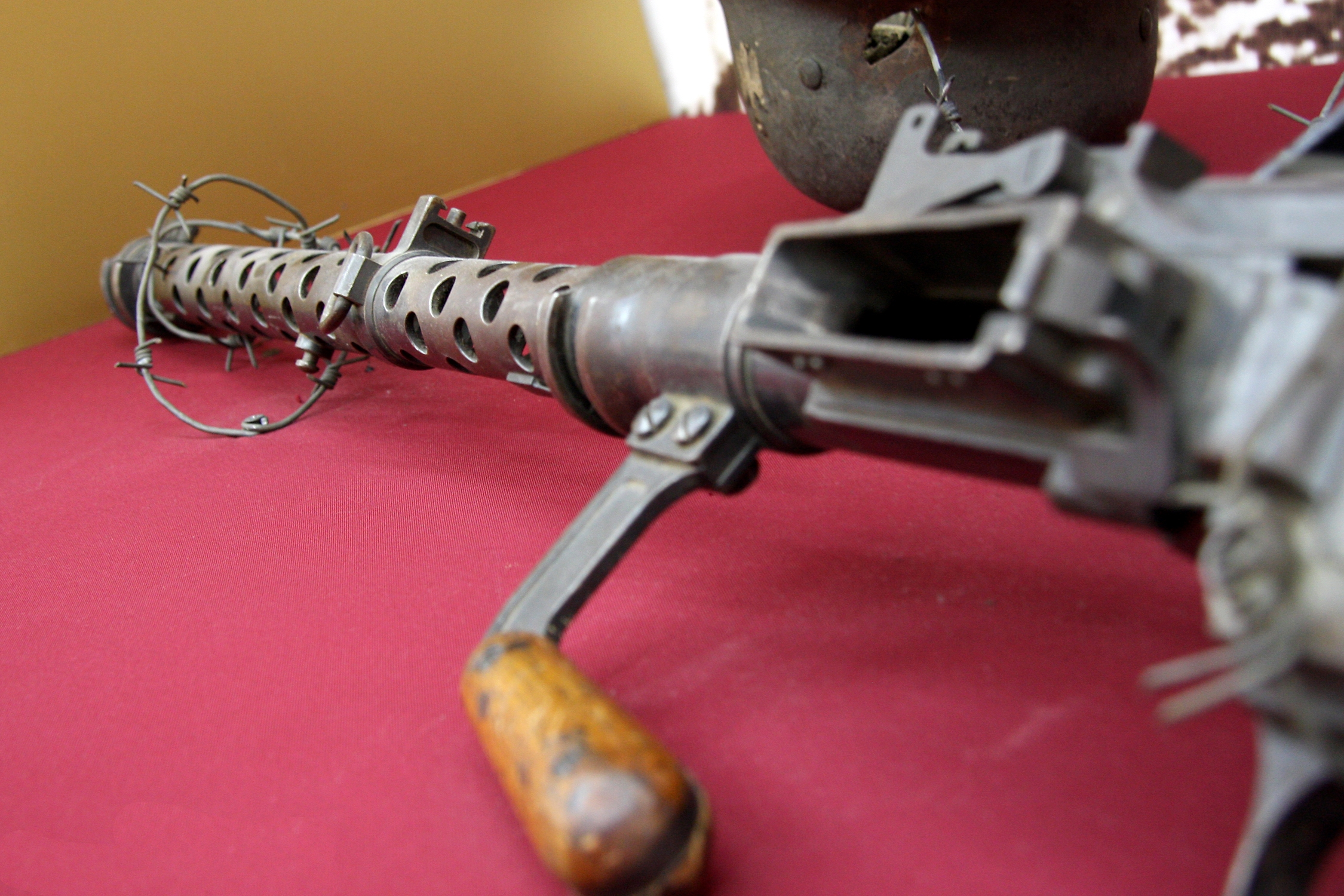
MG13近影